# Кулбаєво
Кулба́єво (рос. Кулбаево, башк. Ҡолбай) — село у складі Єрмекеєвського району Башкортостану, Росія. Входить до складу Кизил-Ярської сільської ради.
Населення — 339 осіб (2010; 370 в 2002).
Національний склад:
- башкири — 70 %
- татари — 28 %